# Making Plans for Nigel
Making Plans for Nigel è un singolo del gruppo musicale britannico XTC, pubblicato nel 1979 ed estratto dal loro album Drums and Wires.
La canzone è stata scritta da Colin Moulding.

## Video
Il videoclip della canzone è stato diretto da Russell Mulcahy.

## Formazione
- Andy Partridge – chitarra, cori
- Colin Moulding – voce, basso
- Dave Gregory – chitarra, cori
- Terry Chambers – batteria, percussioni

## Cover
- 1992 – Primus in Miscellaneous Debris
- 1993 – Burning Heads in Burning Heads
- 1995 – The Rembrandts in A Testimonial Dinner: The Songs of XTC
- 1997 – Robbie Williams, Old Before I Die
- 1998 – Pitchshifter, Genius
- 2001 – Al Kooper, Rare & Well Done
- 2004 – Nouvelle Vague, Nouvelle Vague
- 2010 – The Bad Shepherds, By Hook or By Crook